# Осокина, Вера Андреевна
Вера Андреевна Осокина (23 сентября 1913, Санкт-Петербург — 24 декабря 2000, Санкт-Петербург) — советская и российская актриса театра и кино, ветеран Великой Отечественной войны.

## Биография
Родилась 23 сентября 1913 года в Санкт-Петербурге, в семье отца, который являлся банковским служащим и матери, которая работала телефонисткой.
Обучалась в единой трудовой школе № 33, после окончания Осокина поступила механиком на завод имени Н. Г. Козицкого. Во времена работы в данном заведении, Осокина задумалась разнообразить тяжкую работу и пошла обучаться актёрскому мастерсту. Зимой 1933 года прошла вступительные обучения в театральное училище при Ленинградском большом драматическом театре имени М. Горького и стала студенткой, войдя во второй набор труппы. В 1936 году ушла из училища окончив его, после чего поступила уже в основной состав труппы БДТ. С 1953 года Осокина начала сниматься в кино.
Ушла из жизни 24 декабря 2000 года в Санкт-Петербурге. Похоронена на Богословском кладбище. Артистке было 87 лет.

## Творчество

### Фильмография
- 1953 — Любовь Яровая (фильм-спектакль) — Таня, сестра Хруща.
- 1957 — Достигаев и другие (Таисия, служанка Мелании)
- 1960 — Домой (Первунина)
- 1965 — На одной планете (Марья Николаевна, секретарь Ленина)
- 1965 — Рабочий посёлок (секретарь Сотникова)

### Первые театральные работы
- Джерко в «Матросах из Катарро» Ф. Вольфа.
- Роман в «Думе о Британке» Ю. И. Яновского.
- Галя в «Кубанцах» В. М. Ротко.
- Соня в «Дачниках» М. Горького.

## Звания и награды
- Орден Отечественной войны II степени (1985).